# Лейпцигские воронята

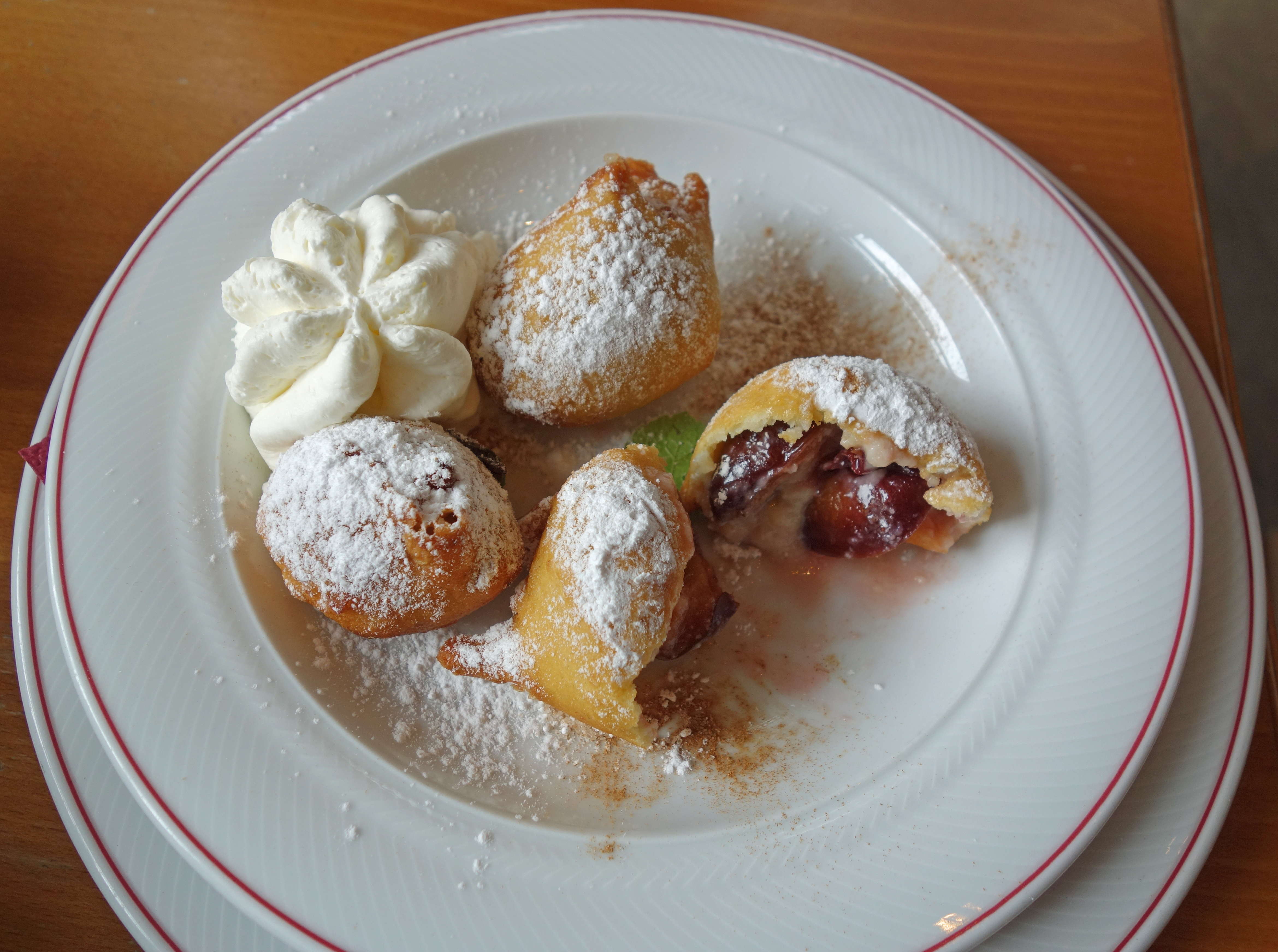
«Лейпцигские воронята», сервированные со взбитыми сливками

«Лейпцигские воронята» (нем. Leipziger Räbchen) — немецкий десерт, специалитет саксонской кухни. Блюдо появилось в XVIII веке и было знакомо И. В. Гёте. Как и «лейпцигские жаворонки» и «лейпцигская всячина», «воронята» относятся к лейпцигской бюргерской кухне.
«Лейпцигский воронёнок» представляет собой чернослив без косточки в кляре, начинённый марципаном и обжаренный во фритюре. Достаточно дорогие ингредиенты для «лейпцигских воронят» говорят о достаточно высоком уровне жизни в Лейпциге по сравнению с соседними территориями. Посыпанных сахарной пудрой «лейпцигский воронят» подают горячими с ванильным соусом.